# Tony Awards 1998
Die Verleihung der 52. Tony Awards 1998 (52nd Annual Tony Awards) fand am 7. Juni 1998 in der Radio City Music Hall in New York City statt. Moderator der Veranstaltung war Rosie O’Donnell, als Laudatoren fungierten Mark Linn-Baker, Alec Baldwin, Annette Bening, Barry Bostwick, Nell Carter, Stockard Channing, Marilu Henner, Helen Hunt, Swoosie Kurtz, Christine Lahti, Nathan Lane, Angela Lansbury, John Lithgow, Liam Neeson, Craig T. Nelson, Bebe Neuwirth, Jane Seymour, Marisa Tomei und Tommy Tune. Ausgezeichnet wurden Theaterstücke und Musicals der Saison 1997/98, die am Broadway ihre Erstaufführung hatten. Die Preisverleihung wurde von Columbia Broadcasting System im Fernsehen übertragen.

## Hintergrund
Die Antoinette Perry Awards for Excellence in Theatre, oder besser bekannt als Tony Awards, werden seit 1947 jährlich in zahlreichen Kategorien für herausragende Leistungen bei Broadway-Produktionen und -Aufführungen der letzten Theatersaison vergeben. Zusätzlich werden verschiedene Sonderpreise, z. B. der Regional Theatre Tony Award, verliehen. Benannt ist die Auszeichnung nach Antoinette Perry. Sie war 1940 Mitbegründerin des wiederbelebten und überarbeiteten American Theatre Wing (ATW). Die Preise wurden nach ihrem Tod im Jahr 1946 vom ATW zu ihrem Gedenken gestiftet und werden bei einer jährlichen Zeremonie in New York City überreicht.

## Gewinner und Nominierte

### Theaterstücke
| Kategorie                            | Preisträger      | Theaterstück                                  | Nominierungen |
| Bestes Theaterstück                  | Yasmina Reza     | Art                                           | - Freak – John Leguizamo - Golden Child – David Henry Hwang - The Beauty Queen of Leenane – Martin McDonagh                                                     |
| Beste Wiederaufnahme Theaterstück    | Arthur Miller    | A View from the Bridge                        | - Ah, Wilderness! - The Chairs - The Diary of Anne Frank |
| Bester Hauptdarsteller Theaterstück  | Anthony LaPaglia | A View from the Bridge als Eddie              | - Richard Briers in The Chairs als Old Man - John Leguizamo in Freak als Himself - Alfred Molina in Art als Yvan                                                |
| Beste Hauptdarstellerin Theaterstück | Marie Mullen     | The Beauty Queen of Leenane als Maureen Folan | - Jane Alexander in Honour als Honor - Allison Janney in A View from the Bridge als Beatrice Carbone - Geraldine McEwan in The Chairs als Old Woman             |
| Bester Nebendarsteller Theaterstück  | Tom Murphy       | The Beauty Queen of Leenane als Ray Dooley    | - Brían F. O’Byrne in The Beauty Queen of Leenane als Pato Dooley - Sam Trammell in Ah, Wilderness! als Richard Miller - Max Wright in Ivanov als Pavel Lebedev |
| Beste Nebendarstellerin Theaterstück | Anna Manahan     | The Beauty Queen of Leenane als Mag Folan     | - Enid Graham in Honour als Sophie - Linda Lavin in The Diary of Anne Frank als Mrs. Van Daan - Julyana Soelistyo in Golden Child als Eng Ahn                   |
| Beste Theaterregie                   | Garry Hynes      | The Beauty Queen of Leenane                   | - Michael Mayer – A View from the Bridge - Simon McBurney – The Chairs - Matthew Warchus – Art                                                                  |

### Musicals
| Kategorie                       | Preisträger                                                        | Musical                              | Nominierungen |
| Bestes Musical                  | Elton John sowie Tim Rice und Irene Mecchi (Buch)                  | The Lion King                        | - Ragtime - Side Show - The Scarlet Pimpernel |
| Beste Wiederaufnahme Musical    | John Kander (Musik), Fred Ebb (Liedtexte) und Joe Masteroff (Buch) | Cabaret                              | - 1776 - The Sound of Music |
| Bester Hauptdarsteller Musical  | Alan Cumming                                                       | Cabaret als The Master of Ceremonies | - Peter Friedman in Ragtime als Tateh - Brian Stokes Mitchell in Ragtime als Coalhouse Walker, Jr. - Douglas Sills in The Scarlet Pimpernel als Percy Blakeney                                                                                                 |
| Beste Hauptdarstellerin Musical | Natasha Richardson                                                 | Cabaret als Sally Bowles             | - Betty Buckley in Triumph of Love als Hesione - Marin Mazzie in Ragtime als Mother - Alice Ripley und Emily Skinner in Side Show als Violet und Daisy Hilton                                                                                                  |
| Bester Nebendarsteller Musical  | Ron Rifkin                                                         | Cabaret als Herr Schultz             | - Gregg Edelman in 1776 als Edward Rutledge - John McMartin in High Society als Uncle Willie - Samuel E. Wright in The Lion King als Mufasa |
| Beste Nebendarstellerin Musical | Audra McDonald                                                     | Ragtime als Sarah                    | - Anna Kendrick in High Society als Dinah Lord - Tsidii Le Loka in The Lion King als Rafiki - Mary Louise Wilson in Cabaret als Fraulein Schneider |
| Bestes Musicallibretto          | Terrence McNally                                                   | Ragtime                              | - Bill Russell – Side Show - Roger Allers und Irene Mecchi – The Lion King - Nan Knighton – The Scarlet Pimpernel |
| Beste Originalmusik             | Stephen Flaherty (Musik) und Lynn Ahrens (Liedtexte)               | Ragtime                              | - Side Show – Henry Krieger (Musik) und Bill Russell (Liedtexte) - The Capeman – Paul Simon (Musik) und Derek Walcott (Liedtexte) - The Lion King – Elton John, Tim Rice, Lebo M, Mark Mancina, Jay Rifkin, Julie Taymor und Hans Zimmer (Musik und Liedtexte) |
| Beste Musicalregie              | Julie Taymor                                                       | The Lion King                        | - Scott Ellis – 1776 - Frank Galati – Ragtime - Sam Mendes mit Rob Marshall – Cabaret |

### Theaterstücke oder Musicals
| Kategorie            | Preisträger         | Theaterstück bzw. Musical | Nominierungen |
| Bestes Bühnenbild    | Richard Hudson      | The Lion King             | - Bob Crowley – The Capeman - Eugene Lee – Ragtime - Quay Brothers – The Chairs                                             |
| Beste Choreographie  | Garth Fagan         | The Lion King             | - Graciela Daniele – Ragtime - Forever Tango Dancers – Forever Tango - Rob Marshall – Cabaret                               |
| Beste Kostüme        | Julie Taymor        | The Lion King             | - William Ivey Long – Cabaret - Santo Loquasto – Ragtime - Martin Pakledinaz – Golden Child                                 |
| Bestes Lichtdesign   | Donald Holder       | The Lion King             | - Paul Anderson – The Chairs - Peggy Eisenhauer und Mike Baldassari – Cabaret - Jules Fisher und Peggy Eisenhauer – Ragtime |
| Beste Orchestrierung | William David Brohn | Ragtime                   | - Robert Elhai, David Metzger und Bruce Fowler – The Lion King - Michael Gibson – Cabaret - Stanley Silverman – The Capeman |

### Sonderpreise (ohne Wettbewerb)
| Kategorie                             | Preisträger                                              | Grund der Preisverleihung           |
| Regional Theatre Award                | Denver Center Theatre Company, Denver, Colorado          |                                     |
| Special Tony Award                    | Ben Edwards                                              | Lifetime Achievement in the Theatre |
| Special Tony Award                    | Edward E. Colton                                         | Lifetime Achievement in the Theatre |
| Tony Honors for Excellence in Theatre | The International Theatre Institute of the United States |                                     |

## Statistik

### Mehrfache Nominierungen
- 13 Nominierungen: Ragtime
- 11 Nominierungen: The Lion King
- 10 Nominierungen: Cabaret
- 6 Nominierungen: The Beauty Queen of Leenane und The Chairs
- 4 Nominierungen: Side Show und A View from the Bridge
- 3 Nominierungen: Art, The Capeman, Golden Child, The Scarlet Pimpernel  und 1776
- 2 Nominierungen: Ah, Wilderness!, The Diary of Anne Frank, Freak, High Society und Honour

### Mehrfache Gewinne
- 6 Gewinne: The Lion King
- 4 Gewinne: The Beauty Queen of Leenane, Cabaret und Ragtime
- 2 Gewinne: A View from the Bridge